# X Persei
X Persei är en dubbelstjärna och en eruptiv variabel av Gamma Cassiopeiae-typ i stjärnbilden Perseus. 
Stjärnan har en visuell magnitud som varierar 6,02-6,83 med en påvisbar period av 250,3 dygn.